# Ambrogio Taegio
Ambrogio Taegio (au nom latinisé en Ambrosius Taegius de Rognonibus), né vers 1461 et mort vers 1523, est un religieux dominicain et historien italien.

## Biographie
Natif de Milan, il entra le 22 mai 1488 dans l’Ordre des Prêcheurs, et vivait encore en 1517. On a de lui 6 volumes in-fol. de mémoires manuscrits, que l’on conserve dans la bibliothèque des dominicains de Milan, et qui comprennent toute l’histoire de l’Ordre des Prêcheurs, c’est-à-dire, les érections des couvents et des provinces ; les vies et les actes originaux des saints et saintes ; les suites des cardinaux, des évêques, etc., issus de l’Ordre religieux ; les faveurs qui lui ont été accordées ; en un mot, presque tout ce qui mérite d’être su depuis l’an 1220 jusqu’en 1513.
Tous ceux qui depuis Taegio ont travaillé à l’histoire de l’Ordre des Prêcheurs, se sont servis de ces mémoires, et les pères bollandistes Jean Bolland, Godfried Henschen et Daniel van Papenbroeck, ont donné plusieurs vies de saints tirées du même ouvrage. On cite ordinairement ces mémoires sous le nom de Monuments de l’Ordre, Monumenta Ordinis, et on les distingue par parties, part. prim., 2, 3, etc. ; et comme on met quelquefois les parties en abrégé P. P. pour parte prima, cela a donné lieu à l’erreur du père Thomas Souèges, qui a cru que ces deux lettres P. P. signifiaient Petrus Pictavinus (Le P. Échard, Scriptor. Ord. Prædic., t. 2, p. 35).